# Cecidostiba fushica
Cecidostiba fushica är en stekelart som beskrevs av Kamijo 1981. Cecidostiba fushica ingår i släktet Cecidostiba och familjen puppglanssteklar. Inga underarter finns listade.